# Krum Stojanow

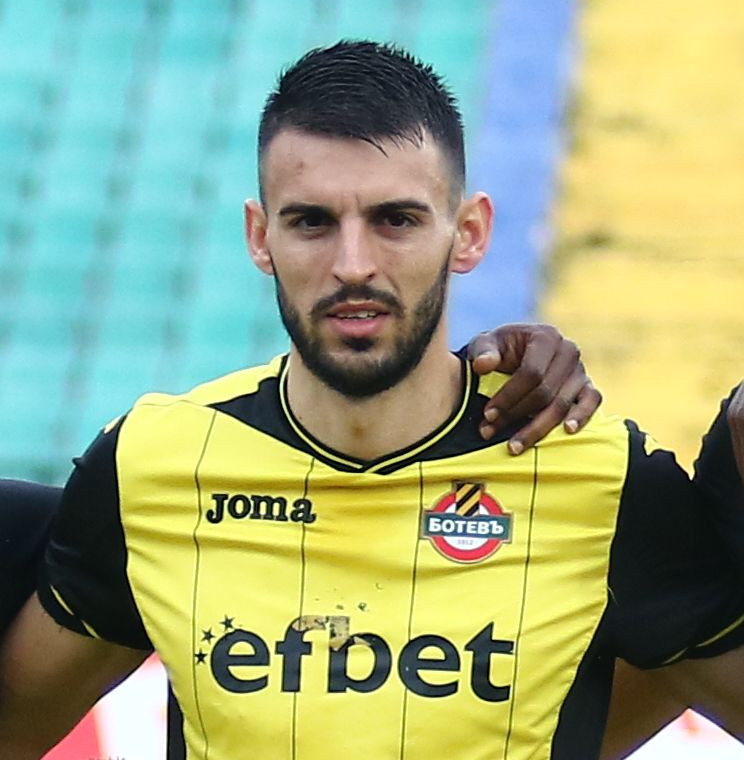
Krum Stojanow (2017)

Krum Stojanow (auch Krum Stojanov geschrieben, bulgarisch Крум Стоянов; * 19. November 1992 in Sliwen, Bulgarien) ist ein bulgarischer Fußballspieler. Stojanow ist der Neffe des Fußballers Plamen Krumow.

## Karriere
Die Karriere von Stojanow begann im Jahr 2009 bei Tschernomorez Pomorie in der B Grupa. Er wechselte zum Saisonstart 2011/12 zum bulgarischen Erstligisten FC Tschernomorez Burgas. Dort eroberte er sich in der Saison 2012/13 einen festen Platz im Team. Am Ende der Spielzeit 2013/14 musste er mit seiner Mannschaft aus der A Grupa absteigen. Im Sommer 2014 wechselte er zu Slawia Sofia, wo er über die Reservistenrolle nicht hinaus kam. Im Sommer 2015 nahm ihn Lokomotive Plowdiw unter Vertrag. Nach einer Spielzeit zog es ihn zum Lokalrivalen Botew. War er dort in der Saison 2016/17 noch Stammspieler und gewann mit seinem Team den bulgarischen Pokal, kam er in der Spielzeit 2017/18 kaum noch zum Einsatz. Im Anfang 2018 wechselte er zum FK Dinamo Minsk nach Belarus. Von Sommer 2018 bis Mitte 2021 spielt er für SFK Etar Weliko Tarnowo. Von hier ging er zum ZSKA Sofia.

## Erfolge
- Bulgarischer Pokalsieger: 2017